# Anthony Leopold Raymond Peiris
Anthony Leopold Raymond Peiris (* 9. August 1932 in Kalaeliya, Sri Lanka; † 29. September 2017 in Kurunegala) war ein sri-lankischer Geistlicher und römisch-katholischer Bischof von Kurunegala.

## Leben
Anthony Leopold Raymond Peiris empfing am 20. Dezember 1958 die Priesterweihe.
Papst Johannes Paul II. ernannte ihn am 15. Mai 1987 zum ersten Bischof des mit gleichem Datum errichteten Bistums Kurunegala. Die Bischofsweihe spendete ihm der Erzbischof von Colombo, Nicholas Marcus Fernando, am 18. Juli desselben Jahres; Mitkonsekratoren waren Edmund Joseph Fernando OMI, Bischof von Badulla, und Joseph Kingsley Swampillai, Bischof von Trincomalee-Batticaloa.
Am 14. Mai 2009 nahm Papst Benedikt XVI. seinen altersbedingten Rücktritt an.